# کلارنس نیکمن
کلارنس نیکمن (انگلیسی: Clarence Knickman؛ زادهٔ ۲۳ ژوئن ۱۹۶۵) دوچرخه‌سوار اهل ایالات متحده آمریکا است.
وی در مسابقات کشوری و بین‌المللی در مجموع برندهٔ ۱ مدال برنز شده‌است.